# Amtsgericht Alverdissen

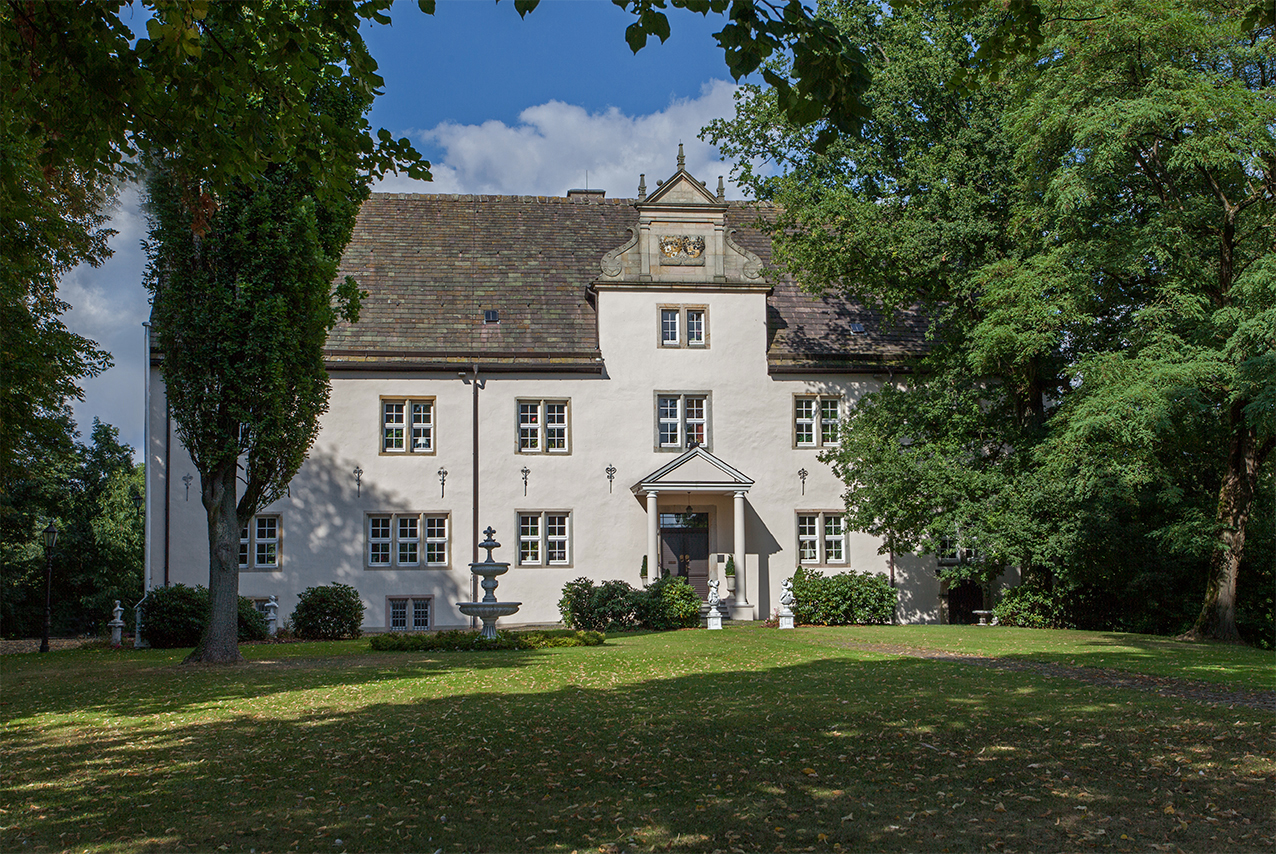
Im Schloss Alverdissen war das Amtsgericht Alverdissen angesiedelt.

Das Amtsgericht Alverdissen war bis 1969 ein Amtsgericht in Barntrup im nordrhein-westfälischen Kreis Lippe. Es war dem Landgericht Detmold unterstellt. Sein ehemaliger Bezirk gehört heute zum Amtsgericht Blomberg. Das Gericht war in der Zeit seines Bestehens von 1879 bis 1969 im Schloss Alverdissen angesiedelt.
Das Amtsgericht Alverdissen wurde wie die anderen lippischen Amtsgerichte 1879 eingerichtet und war zuletzt zuständig für das Gebiet der heutigen Stadt Barntrup. Im Zuge von Verwaltungsvereinfachungen wurde der Bezirk des Amtsgerichts Alverdissen 1969 dem Amtsgerichtsbezirk Blomberg zugeschlagen.